# 福島県道124号飯坂桑折線
福島県道124号飯坂桑折線（ふくしまけんどう124ごういいざかこおりせん）は、福島県福島市から同県伊達郡桑折町に至る一般県道である。地元では湯野街道と呼ばれる。

## 概要
- 始点：福島市飯坂町湯野字湯ノ上
- 終点：伊達郡桑折町舘
- 総延長：6.328 km[1]
  - 実延長：5.824 km
- 路線認定年月日：1959年8月31日[2]

1887年に桑折町にある桑折寺南側より飯坂へ開削された「飯坂新道」を前身とする路線である。起点からしばらく国道399号を東進し、字大水口で分岐する。国道は右折し、当路線が直進する。かつてはこの分岐点の当路線側に湯野中央商店街のアーチゲートが存在していた。集落を抜けると旧湯野村から旧東湯野村にかけて広がる果樹園地帯を抜ける道路となり、沿道はりんご畑が続いた後に桑折町に入り、JR東北本線を渡り市街地に至る。桑折寺の脇で旧奥州街道と合流、旧伊達郡役所前まで重複した後、奥州街道のバイパスとして東部に新たに建設された現在の国道4号に至り終点となる。

### 重用路線
- 国道399号・福島県道5号上名倉飯坂伊達線（福島市飯坂町湯野字湯ノ上（起点）～同市飯坂町湯野字大水口）
- 福島県道353号国見福島線（伊達郡桑折町字新町～同町字本町）

### 道路施設
- 睦合ガード（JR東北本線） - 1997年3月24日完成供用。幹線道路における踏切除却のために全長2,200 mにわたり、路線の付け替えと立体化（ボックスカルバート部総延長540 m）が行われた[4]。
- 万正寺橋（産ヶ沢川）

## 通過する自治体
- 福島県
  - 福島市 - 伊達郡桑折町

## 接続・交差する路線
- 福島市内
  - 国道399号 南陽市方面・福島県道3号福島飯坂線（福島県道5号上名倉飯坂伊達線 上名倉方面重用区間）（飯坂町湯野字湯ノ上（十綱橋東詰） 起点）
  - 国道399号 いわき市方面（福島県道5号上名倉飯坂伊達線 伊達市方面重用区間）（飯坂町湯野字大水口）
- 桑折町内
  - 福島県道353号国見福島線 福島市方面（新町）
  - 福島県道353号国見福島線 国見町方面（本町）
  - 国道4号（舘（旧伊達郡役所入口交差点） 終点）

## 沿線
- 西根神社
- 松原寺・葛の松原（桑折町指定文化財）
- 旧伊達郡役所